# Aqtau internationella flygplats
Aktau Airport är en flygplats i Kazakstan. Den ligger i den västra delen av landet, 1 700 km sydväst om huvudstaden Astana. Aktau Airport ligger 22 meter över havet.
Terrängen runt Aktau Airport är huvudsakligen platt. Aktau Airport ligger uppe på en höjd.  Trakten runt Aktau Airport är nära nog obefolkad, med mindre än två invånare per kvadratkilometer. Omgivningarna runt Aktau Airport är i huvudsak ett öppet busklandskap.